# Братан Микола Іванович
Микола Іванович Братан (1 січня 1935, Семенівка — 13 березня 2010, Херсон) — поет, письменник. Заслужений діяч мистецтв України.

## Біографія
Братан Микола Іванович народився 1 січня 1935 року у селі Семенівка Каховського району на Херсонщині в родині хліборобів.
По закінченню Семенівської семирічної школи М. І. Братан здобув освіту педагога молодших класів, алгебри та геометрії в Бериславському педагогічному училищі (1951—1954 роки) та українського філолога в Одеському державному університеті імені І. І. Мечникова (1959—1964 рр).
Помер 13 березня 2010 року у Херсоні.

## Діяльність
Працюючи в Бериславській районній газеті «Маяк», на обласному телебаченні, займаючись викладацькою діяльністю в Херсонському державному педагогічному університеті, продовжував писати вірші.
1971—2006 — голова Херсонської обласної організації Національної спілки письменників України.
Вісім років працював головою Херсонського обласного об'єднання Всеукраїнського товариства «Просвіта» імені Тараса Шевченка.

## Творчість
Із-під його пера вийшли друком романи, більше сотні поетичних збірок, понад 300 пісень, тисячі експромтів, збірки віршів для дітей, літературознавчі розвідки. А також понад 20 драматичних поем, серед них чотири — присвячені життєвому шляху Великого Кобзаря — Т. Г. Шевченка.
Перекладав вірші з російської, білоруської, чеченської, болгарської та багатьох інших мов.

### Проза
- Діждались весілля (повість, 1976)
- Бережина (1981)
- Перепелина ніч (1988)
- Танго над лиманом (2002)
- Далі буде (2006)
- Голодна кров: Роман (2008)

### Драматичні поеми
Присвячені Великому Кобзареві Т. Г. Шевченку:
- Сердитий бог
- Лукавий сон
- Колюча нива
- Побите серце (2009)

Інші драматичні поеми:
- Туга (1995)
- Ковила тече за обрій (1998)
- Їде батько Махно: Драматична версія (2000)
- Махно в Парижі
- Сліпий дощ
- Сузір'я Плеяд
- Кавказ підо мною
- Шоста заповідь
- Діалектика природи, або ж Дисидент із КДБ
- Берег Маклая (2009)

та інші.

### Комедії
- Ляп на першій полосі
- Зорі падають в моря (2000)
- Раді познайомитись (2007)
- Титан (2007)

та інші

### Збірки поезій
- Смаглява Таврія (1961)
- Луни (1964)
- Веселку — людям (1966)
- Поступ (1968)
- Свято на Перекопі (1970)
- Правда хліба (1973)
- У дорозі до Вас (1974)
- Від першої особи (1977)
- Я — Сиваш (1978)
- Степові люди (1979)
- Озерниця (1982)
- Добрина (1984)
- Портрет з дороги (1984)
- Небо над долиной (1985)
- Поезії (1986)
- П'ята група крові (1990)
- Знову експромти (2002)
- Дожинок (2005)
- Семенівське шосе (2007)
- Гіркі експромти (2007)
- Експромти з посмішкою (2009)
- Від сонця до сонця (2010)
- Зупинка лебедина
- Царина

та інші

### Збірки пісень
- Листопад переходить дорогу (Композитор В. В. Другальов, 2000)
- Ромашкова стежина (Композитор Є. Сивцов, 2000)
- Степова далина (Композитор В. Г. Тюкавкін, 2001)
- Верби над ставом (Композитор В. Г. Плаксєєв, 2001)
- Голуби над батьківською хатою (2009)

та інші

### Твори для дітей
- Слон на стадіоні (1996)
- Равлик на пляжі (1999)
- Парасолька йде по місту (2000)
- Каченя шукає маму (2006)
- День Святого Миколая (2007)
- Футбол з парасолькою (2009)
- Пригоди живої природи
- Зелена черепаха
- Росту!

та інші

### Літературознавчі нариси
- Сила любові: Про творчість Олеся Гончара (1993, 2002)
- І краса, і держава: Про творчість Олеся Гончара (2007)
- Поет-земляк Євген Фомін (2008)

## Відзнаки

Меморіальна дошка Миколі Братану у Херсоні

- Літературна премія імені Андрія Малишка;
- Літературна премія імені Миколи Куліша (2002);
- Орден «Знак Пошани»;
- 2001 — медаль «Будівничий України» Всеукраїнського товариства «Просвіта» імені Тараса Шевченка;
- 2004 — Заслужений діяч мистецтв України.

## Вшанування пам'яті
В Херсоні, на будинку на проспекті Незалежності, 16, де працював письменник, встановлено меморіальну дошку.